# Tanganyika Concessions Limited
Tanganyika Concessions Limited est une compagnie britannique fondée en 1899 pour l'exploitation de mines en Rhodésie.
Société minière et ferroviaire britannique fondée par l'ingénieur et entrepreneur écossais Robert Williams en 1899 son objectif était d'exploiter les minéraux en Rhodésie du Nord et dans l'État libre du Congo. Parmi les filiales détenues en partie, on trouve l'Union minière du Haut-Katanga (UMHK), qui exploite la partie katangaise de la « ceinture du cuivre », et le chemin de fer de Benguela, qui assure une liaison ferroviaire à travers l'Angola jusqu'à l'océan Atlantique. Les banques belges ont fini par prendre le contrôle de la société. La concession ferroviaire angolaise a été restituée à l'État angolais en 2001.

## Historique
La Tanganyika Concessions Limited est fondée en 1899 pour le compte de Daisy Greville, comtesse de Warwick. La compagnie est dirigée par Robert Williams (1860-1938), ingénieur des mines et entrepreneur proche de Cecil Rhodes. En 1906, la Tanganyika Concessions Limited et la Société générale de Belgique fondent l'Union minière du Haut Katanga.

### Fondation et concessions
Tanganyika Concessions Ltd. a été créée le 20 janvier 1899 par Robert Williams, un associé de Cecil Rhodes. À l'origine, tous les actionnaires étaient britanniques. Daisy Greville, comtesse de Warwick était l'une des actionnaires. L'objectif était d'exploiter les minéraux en Rhodésie du Nord et dans l'État libre du Congo. Williams avait l'intention d'obtenir une concession minière que la British South Africa Company avait accordée le 26 mai 1898. Elle couvrait plus de 5 200 km2 au nord du fleuve Zambèze, avec des droits exclusifs pour la prospection et la localisation de 1 000 concessions. La Zambesia Exploring Company Limited (ZE) a acquis la majorité des actions, et ZE et TCL ont été gérées comme une seule société. Le cours des actions de Tanganyika Concessions a été très instable au cours des premières années. Pendant une période de quelques jours, le prix est passé de 21⁄4 à 13 livres par action, puis s'est effondré.
En 1900, la Compagnie du Katanga et l'État libre du Congo créent le Comité spécial du Katanga (CSK) pour gérer l'ensemble du territoire du Katanga, les bénéfices étant partagés entre la Compagnie du Katanga (1/3) et l'État libre (2/3). Le 8 décembre 1900, le Comité Spécial du Katanga accorde à TCL des droits de prospection exclusifs pour cinq ans dans une zone de 160 000 km2 du Katanga jouxtant la Rhodésie, ainsi qu'une subvention annuelle de 10 000 £. TCL est autorisée à exploiter les mines trouvées avec CSK pendant 30 ans. La CSK se réserve le droit de percevoir 60 % des bénéfices des mines qui pourraient être ouvertes.

## Premières explorations

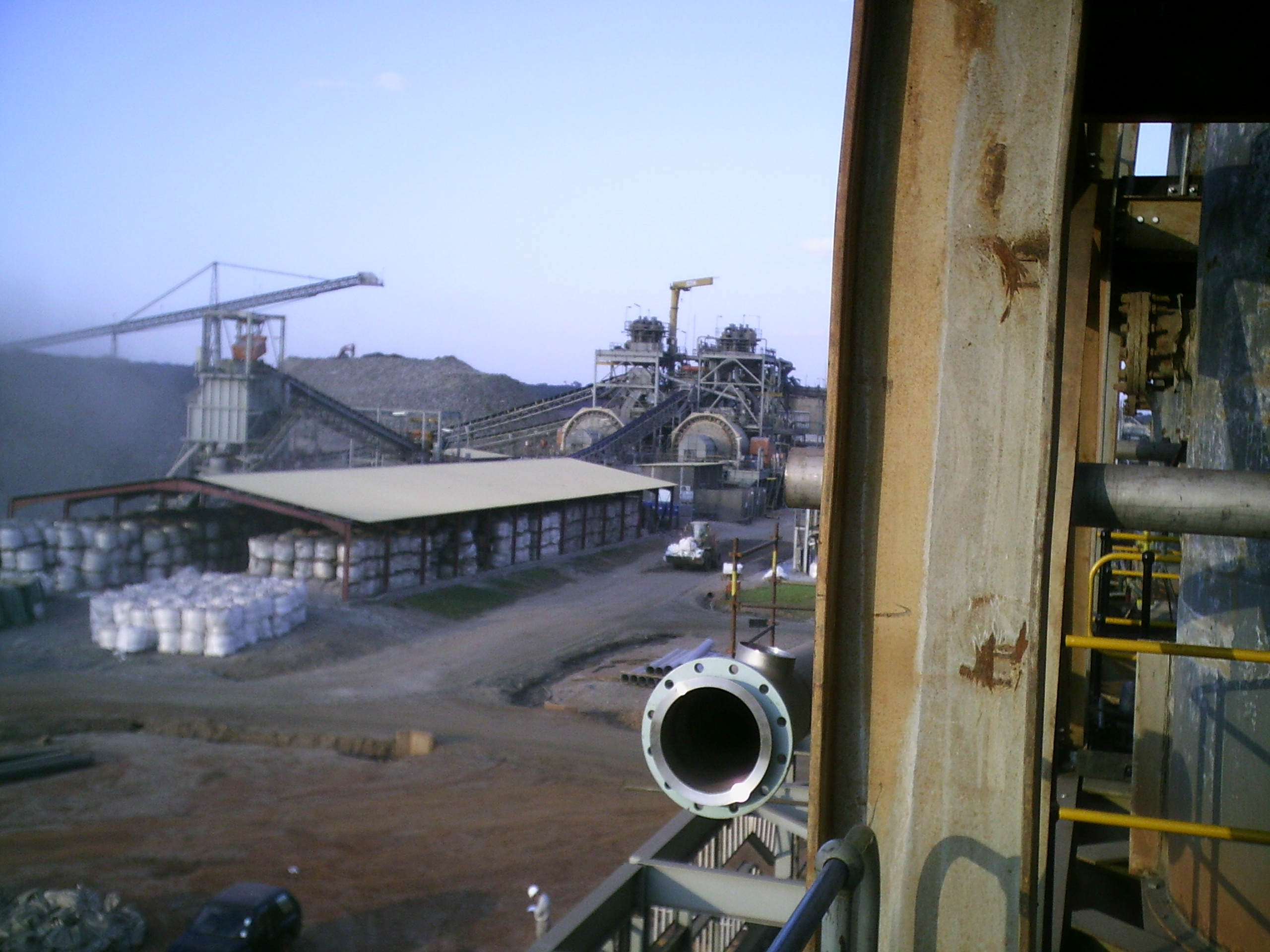
Mine de cuivre de Kansanshi

Le 5 avril 1899, Williams envoye une équipe d'exploration dans le bassin hydrographique du Congo-Zambesi, composée de cinq Européens et de 35 Africains et dirigée par le géologue George Grey (1868-1911), frère cadet de Sir Edward Grey qui découvrent à environ 16 km au sud de la frontière les travaux de l'ancienne mine de cuivre de Kansanshi et le 6 septembre 1899, y déposent des claims pour le compte de TCL. Le 24 novembre 1899, Grey retourne à Bulawayo pour communiquer ses découvertes à Williams  et indique que la majeure partie du minerai semble se trouver au Katanga. Il décrit les gisements de cuivre comme étant « scandaleusement riches ». Williams tente en vain d'intéresser le roi Léopold II de Belgique à l'exploitation à grande échelle de la ceinture de cuivre. Léopold, qui commençait à tirer des bénéfices importants des exportations de caoutchouc et d'ivoire, n'apprécie pas les critiques britanniques concernant le traitement brutal qu'il infligeait à la population locale et se retint donc de le faire.
Après l'obtention de la concession CSK par TCL, une deuxième expédition plus importante part le 15 avril 1901 pour le Kansanshi. Une autre expédition part pour le Katanga via Abercorn (Mbala) et établit un camp à la mine de Kambove. Entre juin et octobre 1902, les prospecteurs jalonnent 50 concessions au Katanga. De nombreuses anciennes mines de cuivre ont été localisées par la simple méthode consistant à demander à la population locale où l'on pouvait trouver du cuivre.

## Histoire ultérieure

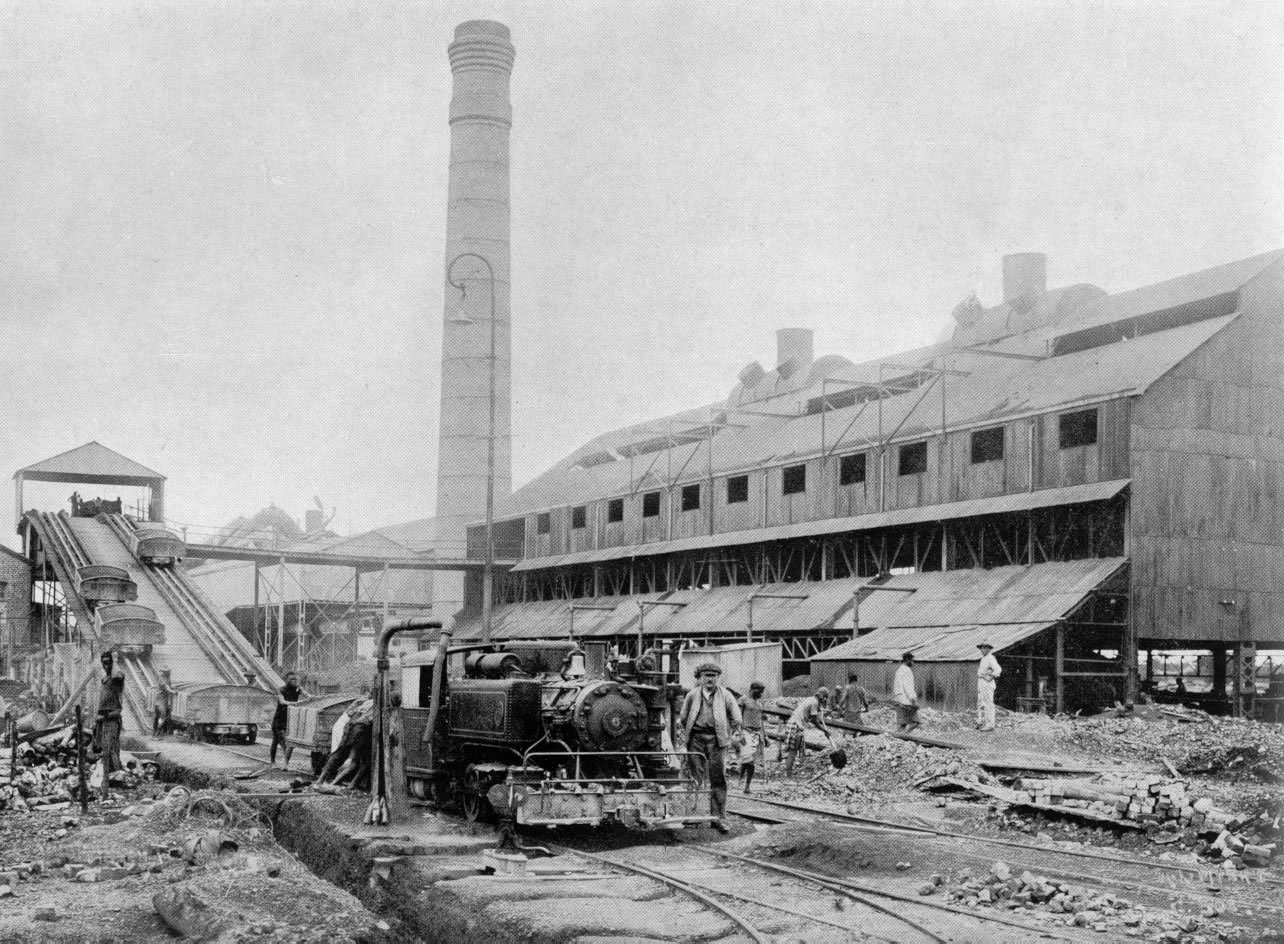
UMHK traitement du minerai à Élisabethville (aujourd'hui Lubumbashi) en 1917

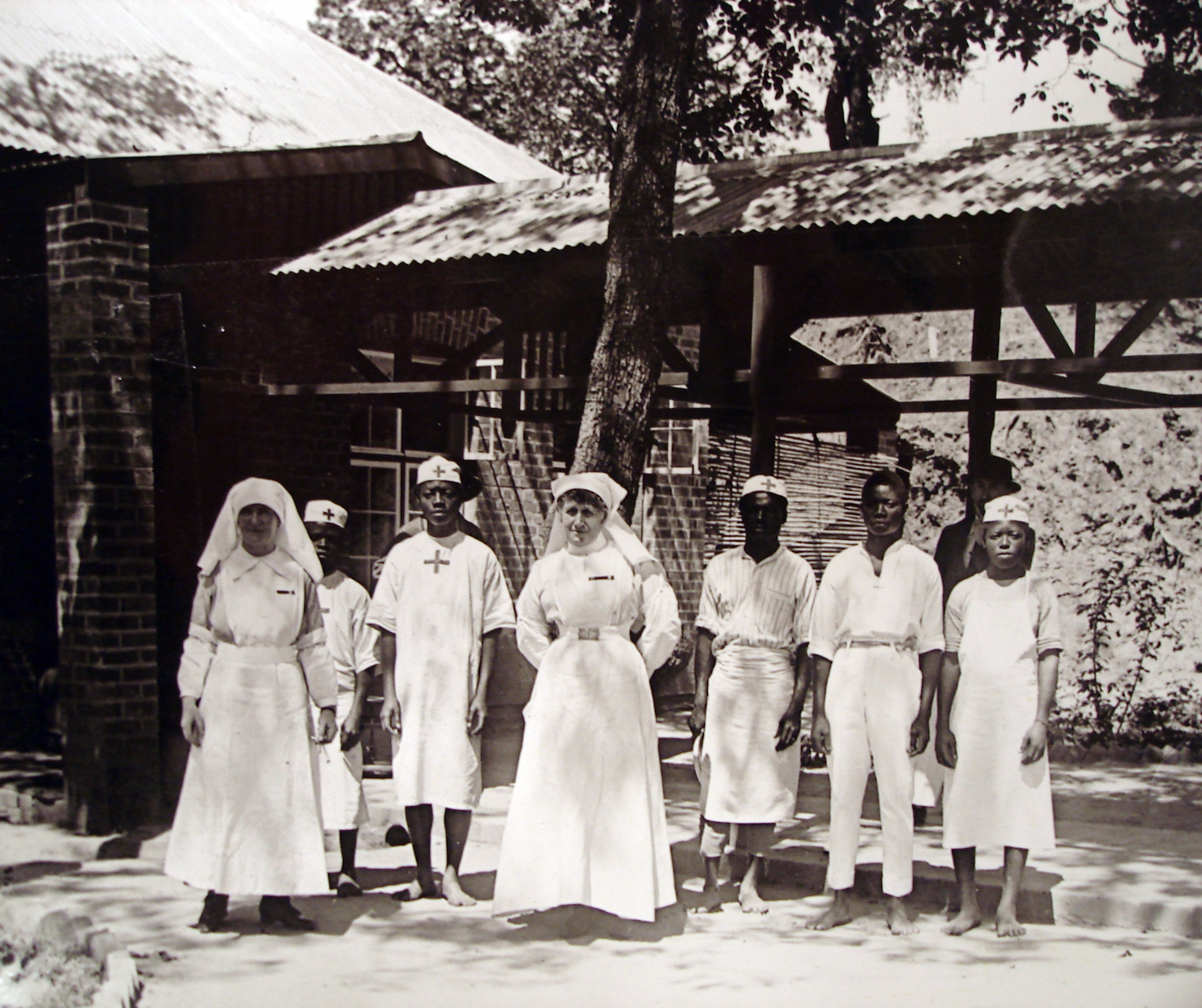
UMHK Infirmiers et assistants 1918

La CSK crée  en 1902 la Compagnie du Chemin de fer du Katanga (CFK)  dotée d'un capital de 1 000 000 francs. L'État libre du Congo détient 2 400 actions et Robert Williams 1 600. Théodore Heyvaert est président et Robert Williams vice-président. Le CFK doit construire des liaisons avec la région où la ville d'Elisabethville (Lubumbashi) est fondée. Une ligne devait être reliée aux chemins de fer rhodésiens à Sakania, tandis qu'une autre devait être reliée au port de Bukama sur le fleuve Lualaba.
Au début de l'année 1903, Williams envisage la construction d'un chemin de fer entre Lobito, sur la côte atlantique de l'Angola, et les mines de cuivre, avec les entrepreneurs Pauling & Co, mais les coûts s'avèrent excessifs. Le chemin de fer rhodésien est prolongé vers le nord depuis Bulawayo via les gisements de charbon de Wankie (Hwange) et les chutes Victoria, atteignant Kalomo en 1905 et Broken Hill (Kabwe) en 1906. La concession de TCL au Katanga expire le 28 octobre 1906 et l'Union minière du Haut-Katanga (UMHK) est créée afin d' exploiter les gisements. La Compagnie du Chemin de fer du Bas-Congo au Katanga est fondée le 31 octobre 1906 afin de construire et exploiter une ligne reliant Bukama à Port Francqui (Ilebo) sur la rivière Kasai, d'où les minerais peuvent être expédiés vers l'Atlantique via Léopoldville (Kinshasa). Robert Williams ne prend qu'une participation directe minime, tandis que l'UMHK détient près de 10 % et que l'État devient l'actionnaire principal.
En 1923, la Société générale de Belgique et la Banque d'Outremer ont acheté une part minoritaire de TCL. En 1946, le gouvernement français transfère 1 667 961 actions ordinaires de 10s chacune dans Tanganyika Concessions Ltd à la Banque d'Angleterre, qui accepte de les vendre à un groupe anglo-belge, ce qui représente environ 19 % des droits de vote de l'ensemble des actionnaires. En 1946, TCL détient 20 % des droits de vote de l'Union minière du Haut-Katanga et 90 % des droits de vote du Chemin de fer de Benguela.
En 1950, le siège de la société est transféré à Salisbury, en Rhodésie (Harare, Zimbabwe). En 1978, le siège se trouve à Nassau, aux Bahamas, et les actionnaires comprennent le groupe Oppenheimer, le groupe Rockefeller et d'autres intérêts américains.  En 1981, la Société Générale de Belgique acquiert une participation de contrôle dans TCL, qui détient toujours 90 % du Chemin de fer de Benguela.

## Personnes liées à la Tanganyika Concessions Limited
- Daisy Greville, comtesse de Warwick
- Léon Lambert
- Cecil Rhodes
- Robert Williams